# Лескурея Саві
Лескурея Саві (Lescuraea saviana) — вид мохів порядку гіпнобрієвих (Hypnales).

## Поширення
Ареал охоплює такі частини світу: Європа, Північна Америка.